# Lesotho i olympiska sommarspelen 2016
Lesotho deltog med åtta deltagare vid de olympiska sommarspelen 2016 i Rio de Janeiro. Ingen av landets deltagare erövrade någon medalj.

## Boxning
| Boxare             | Gren       | Omgång 1              | Omgång 2             | Kvartsfinal          | Semifinal            | Final                | Final            |
| Boxare             | Gren       | Motståndare Resultat  | Motståndare Resultat | Motståndare Resultat | Motståndare Resultat | Motståndare Resultat | Placering        |
| ------------------ | ---------- | --------------------- | -------------------- | -------------------- | -------------------- | -------------------- | ---------------- |
| Moroke Mokhotho    | Flugvikt   | Kharroubi (MAR) L 0–3 | Gick inte vidare     | Gick inte vidare     | Gick inte vidare     | Gick inte vidare     | Gick inte vidare |
| Inkululeko Suntele | Bantamvikt | Mhamdi (TUN) L 0–3    | Gick inte vidare     | Gick inte vidare     | Gick inte vidare     | Gick inte vidare     | Gick inte vidare |

## Cykling

### Mountainbike
| Idrottare       | Gren                   | Tid             | Placering       |
| --------------- | ---------------------- | --------------- | --------------- |
| Phetetso Monese | Herrarnas mountainbike | Fullföljde inte | Fullföljde inte |

## Friidrott
Förkortningar
- Notera– Placeringar avser endast det specifika heatet.
- Q = Tog sig vidare till nästa omgång
- q = Tog sig vidare till nästa omgång som den snabbaste förloraren eller, i fältgrenarna, genom placering utan att nå kvalgränsen
- NR = Nationellt rekord
- N/A = Omgången fanns inte i grenen
- Bye = Idrottaren behövde inte tävla i omgången

Herrar
| Idrottare        | Gren                  | Heat     | Heat      | Kvartsfinal | Kvartsfinal | Semifinal        | Semifinal        | Final            | Final            |
| Idrottare        | Gren                  | Resultat | Placering | Resultat    | Placering   | Resultat         | Placering        | Resultat         | Placering        |
| ---------------- | --------------------- | -------- | --------- | ----------- | ----------- | ---------------- | ---------------- | ---------------- | ---------------- |
| Mosito Lehata    | Herrarnas 100 meter   | Bye      | Bye       | 10,25       | 4           | Gick inte vidare | Gick inte vidare | Gick inte vidare | Gick inte vidare |
| Mosito Lehata    | Herrarnas 200 meter   | 20,65    | 7         | i.u.        | i.u.        | Gick inte vidare | Gick inte vidare | Gick inte vidare | Gick inte vidare |
| Namakoe Nkhasi   | Herrarnas 5 000 meter | 13:41,92 | 15        | i.u.        | i.u.        | i.u.             | i.u.             | Gick inte vidare | Gick inte vidare |
| Tsepo Mathibelle | Herrarnas maraton     | i.u.     | i.u.      | i.u.        | i.u.        | i.u.             | i.u.             | DNF              | DNF              |
| Lebenya Nkoka    | Herrarnas maraton     | i.u.     | i.u.      | i.u.        | i.u.        | i.u.             | i.u.             | 2:25:13          | 95               |

Damer
| Idrottare     | Gren               | Heat     | Heat      | Semifinal        | Semifinal        | Final            | Final            |
| Idrottare     | Gren               | Resultat | Placering | Resultat         | Placering        | Resultat         | Placering        |
| ------------- | ------------------ | -------- | --------- | ---------------- | ---------------- | ---------------- | ---------------- |
| Tsepang Sello | Damernas 800 meter | 2:10,22  | 8         | Gick inte vidare | Gick inte vidare | Gick inte vidare | Gick inte vidare |